# 穆桂英
穆桂英，小名穆金花，小說人物，定夭王穆羽的女兒，生有勇力，箭藝極精，曾遇神授三口飛刀，百發百中。她是明朝作家熊大木所撰的《楊家將演義》裡的人物。也是戲曲及小說《楊家將》中人物。
2008年，中國北京市房山區申報杨家将传说為中国非物质文化遗产。

## 人物簡介
南宋话本已有杨家将故事，但未提及穆桂英。元朝杂剧中，亦未提及穆桂英。穆桂英此一⼈物形象在杨家将故事中出现始於万历三⼗四年（1606年）刊⾏的《杨家府世代忠勇通俗演义》卷五，称“⽊桂英”，其⽗名“⽊⽻”。原為穆柯寨穆羽之女，曾生擒楊宗保，並招之成親。成為楊家將之一員。穆桂英最大的事蹟是大破天门阵。後來穆桂英等十二杨门女将奉命出征西夏，在虎狼峡（今甘肅古浪峽）遭遇西夏军的阻擊，穆桂英在偵查敌情时被暗箭射殺身死，時年五十三。卫聚贤撰《杨家将及其考证》一文以為，穆姓實为是楊文廣妻子慕容氏之党项姓氏慕容一语的音转。

## 影視作品

### 电视剧
| 電視作品                                                         | 演員   |
| 1981年無綫電視《楊門女將》                                       | 汪明荃 |
| 1989年華視《一门英烈穆桂英》                                     | 魏秋桦 |
| 1991年山西电视台劇集《楊家將》                                   | 张瑞珈 |
| 1994年亞洲電視劇集《碧血青天楊家將》                             | 麦景婷 |
| 1998年亚洲电视劇集《穆桂英》                                     | 陈秀雯 |
| 2001年唐人电影《楊門女將》                                       | 宁静   |
| 2004年北京超新星文化藝術交流有限公司製作連續劇《巾幗英雄穆桂英》 | 王思懿 |
| 2012年金牌製作有限公司製作中國電視劇《穆桂英掛帥》               | 苗圃   |

### 電影
| 電影作品 | 演員   |
| 2011年上海電影集團公司、中視文化有限公司、北京四海騰飛文化有限公司、樂道文化投資有限公司、同方聯合影業集團有限公司《楊門女將之軍令如山》 | 張柏芝 |